# Liste de musées en Irlande
Pour les autres articles nationaux ou selon les autres juridictions, voir Liste des musées par pays.
Cet article présente une liste non exhaustive de musées en Irlande, classés par ville.

## Cork
- Château de Blackrock
- Musée du beurre de Cork (Cork Butter Museum)

## Dublin
- Galerie nationale d'Irlande
- National Irish Visual Art Library, at the National College of Art and Design
- Musée irlandais d'Art moderne
- Musée national de cire (en)
- Musée des écrivains de Dublin
- Musée d'histoire naturelle (en)
- Musée national de l'imprimerie (en)
- Musée juif irlandais (en)
- Musée national d'Irlande
- Musée national du leprechaun (en)
- Photo Museum Ireland
- Prison de Kilmainham
- State Heraldic Museum

## Autres villes
- Musée Hunt, à Limerick
- Musée national d'Irlande, à Castlebar
- Musée maritime national d'Irlande, à Dún Laoghaire
- Musée Pearse (en), à Rathfarnham